# Long Live Love (песня Оливии Ньютон-Джон)
«Long Live Love» (с англ. — «Да здравствует любовь») — песня австралийской певицы Оливии Ньютон-Джон, с которой она представляла Великобританию на конкурсе песни «Евровидение-1974», заняв 4-е место.

## Предыстория и релиз
Авторами песни стали британские авторы Валери Эйвон и Гарольд Спиро. Авторский дуэт уже в третий раз попробовал пробиться на «Евровидение». Два предыдущих раза артисты с их песнями безуспешно участвовали в британском национальном отборе «Песня для Европы» 1970 и 1971 годов.
В 1974 году Великобританию на конкурсе выпало представлять австралийской певице Оливии Ньютон-Джон, об этом объявил Джимми Сэвилл 23 февраля в эфире своей программы «Clunk, Click». Саму песню должны были выбрать телезрители. Как и ранее, планировалось, что Ньютон-Джон будет представлять по одной песне каждую неделю в эфире шоу Силлы Блэк, однако Блэк отказалась от этой идеи, и в последнюю минуту Би-би-си решила перенести процесс отбора на другое шоу. В конце-концов Ньютон-Джон пришлось исполнять по три песни за две передачи. Зрителей попросили отдать голоса с помощью открыток по почте, чтобы выбрать победителя. В сравнении с предыдущим годом, число проголосовавших значительно упало, и песня «Long Live Love» победила, набрав всего 27 387 голосов. Занявшая второе место песня, «Angel Eyes», которая была фаворитом Ньютон-Джон, набрала 18 018 голосов.
Две лучшие песни с конкурса были выпущены как сингл. Ньютон-Джон только что подписала новый международный контракт с EMI, который выпустил сингл на большинстве территорий, но он был выпущен на Pye International в Великобритании в качестве окончательного обязательства её ранее существовавшего контракта. Сингл достиг только 11-го места в британском чарте, а также вошёл в десятку хит-парадов Бельгии, Ирландии и Норвегии. Ньютон-Джон записала студийные версии всех песен, которые она исполнила для британского нацотбора 1974 года, эти треки составили половину её альбома Long Live Love, выпущенного в июне 1974 года. Ньютон-Джон в том же году записала немецкую версию песни.

## На «Евровидении-1974»
19-й конкурс песни «Евровидения» проходил в Брайтоне, Великобритания. Ньютон-Джон выступала с песней второй по порядку, сразу после Кариты Хольмстрём с песней «Keep Me Warm». Дирижёром был Ник Ингман, сама Ньютон-Джон исполняла песню в окружении трёх бэк-вокалисток, группы The Ladybirds, которые также подпевали победительнице «Евровидения-1967» Сэнди Шоу.
В конце голосования песня «Long Live Love» получила 14 очков, заняв 4-е место. Ньютон-Джон разделила его с представителями Люксембурга и Монако — Айрин Шир и Ромуальдом соответственно.
Оливия Ньютон-Джон будет оставаться последним сольным артистом, который представлял Великобританию на «Евровидении» вплоть до 1985 года.

## Чарты

### Еженедельные чарты
| Чарт (1974)                     | Высшая позиция |
| ------------------------------- | -------------- |
| Австралия (Kent Music Report)   | 11             |
| Бельгия/Валлония (Ultratop 50)  | 9              |
| Бельгия/Фландрия (Ultratop 50)  | 7              |
| Великобритания (OCC UK Singles) | 11             |
| Ирландия (IRMA)                 | 9              |
| Норвегия (VG-lista)             | 3              |

### Годовые чарты
| Чарт (1974)                    | Позиция |
| ------------------------------ | ------- |
| Бельгия/Фландрия (Ultratop 50) | 71      |